# 亞斯塔爾尼亞

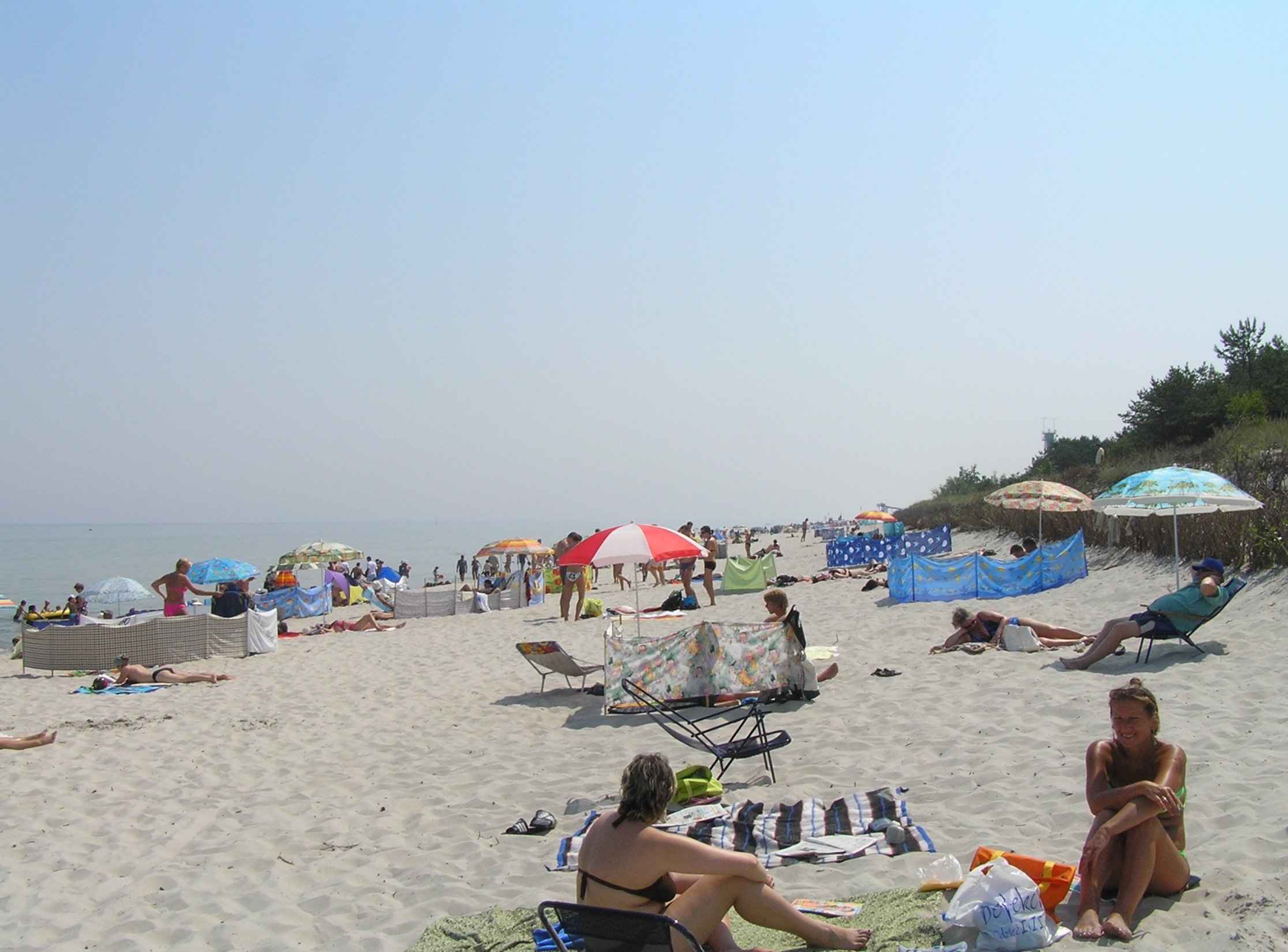

亞斯塔爾尼亞是波蘭的城鎮，位於該國北部波羅的海畔，由濱海省負責管轄，始建於1379年，面積8平方公里，海拔高度7米，2006年人口4,033。

## 外部連結
- Official website of Jastarnia
- Official website of Jurata （页面存档备份，存于）
- Official website of Kuźnica （页面存档备份，存于）

54°42′N 18°40′E / 54.700°N 18.667°E